# Rebecca Dowbiggin
Rebecca Dowbiggin (ur. 11 kwietnia 1983 w St Albans) – brytyjska wioślarka.

## Osiągnięcia
- Mistrzostwa Europy – Poznań 2007 – ósemka – 3. miejsce[1].
- Mistrzostwa Europy – Ateny 2008 – ósemka – 2. miejsce[1].